# Апостольська нунціатура в Литві
Апостольська нунціатура Святого Престолу в Литві — дипломатичне представництво (посольство) Святого Престолу в Литовській Республіці. Резиденція апостольського нунція знаходиться у Вільнюсі.
Апостольський нунцій у Литві також акредитований в Естонській Республіці та Латвійській Республіці. Апостольський нунцій традиційно займає посаду декана дипломатичного корпусу, акредитованого в Литві, з моменту вручення вірчих грамот.

## Історія
У 1920 році Папа Бенедикт XV заснував Апостольську делегатуру в Литві, Латвії та Естонії. У 1924 році вона змінила назву на Апостольську делегатуру в Литві та країнах Балтії, а в 1926 році на Апостольську делегатуру в Литві. З 1927 року відносини з Латвією та Естонією належали окремій Апостольській Нунціатурі в Латвії. 10 березня 1927 року, після підписання литовським урядом конкордату, Апостольську делегатуру в Литві було піднесено до рангу апостольської інтернунціатури, а 9 грудня 1928 року — до рангу апостольської нунціатури. 
Останній апостольський нунцій був вигнаний з Литви після вторгнення Червоної армії в 1940 році. Він зберігав титул до 1941 року. Святий Престол ніколи не визнав інкорпорацію Литви до СРСР, і дипломатичні відносини з цією країною вважалися припиненими, але не завершеними.
Наступний апостольський нунцій у Литві був призначений у 1991 році, після звільнення країни від радянської влади. Усі апостольські нунції в Литві з 1991 року також акредитовані в Естонії та Латвії.
У 1924—1927 та 1992—2005 роках апостольські нунції в Литві також обіймали посаду апостольського адміністратора Естонії.

## Папські представники в Литві

### Апостольські делегати
- Архиєпископ Едвард О'Рурк (1920—1921),
- Архиєпископ Антоніо Дзеккіні SI (1922—1927),

### Апостольські інтернунції
- Архиєпископ Лоренцо Скйоппа (1927—1928),
- Архиєпископ Ріккардо Бартолоні (1928),

### Апостольські нунції
- Архиєпископ Ріккардо Бартолоні (1928—1933),
- Архиєпископ Джованні Баттіста Федеріко Валлеґа (1939),
- Архиєпископ Луїджі Чентоц (1940—1941), де факто висланий у 1940 році,
- vacans (1941—1991),
- Архиєпископ Хусто Мульор Гарсія (1991—1997),
- Архиєпископ Ервін Йозеф Ендер (1997—2001),
- Архиєпископ Петер Цурбріґґен (2001—2009),
- Архиєпископ Луїджі Бонацці (2009—2013),
- Архиєпископ Педро Лопес Кінтана (2014—2019),
- Архиєпископ Петар Ражич (2019—2024),
- Архиєпископ Ґеорґ Ґенсвайн (з 2024).